# 野生二粒小麦
野生二粒小麦（学名：Triticum turgidum var. dicoccoides）为禾本科小麦属下的一个变种。